# Gabriel Veyre
Gabriel Veyre est un réalisateur-opérateur Lumière et photographe français, né à Septème le 1er février 1871 et décédé à Casablanca le 13 janvier 1936. Il est surtout connu pour son travail au Mexique, en Indochine et au Maroc.

## Biographie
Né en Isère en 1871, Gabriel. Antoine Veyre fait d'abord des études de pharmacie à Lyon. En 1896, après l'obtention de son diplôme, les frères Lumière l'engagent comme opérateur du cinématographe.

### Voyages autour du monde

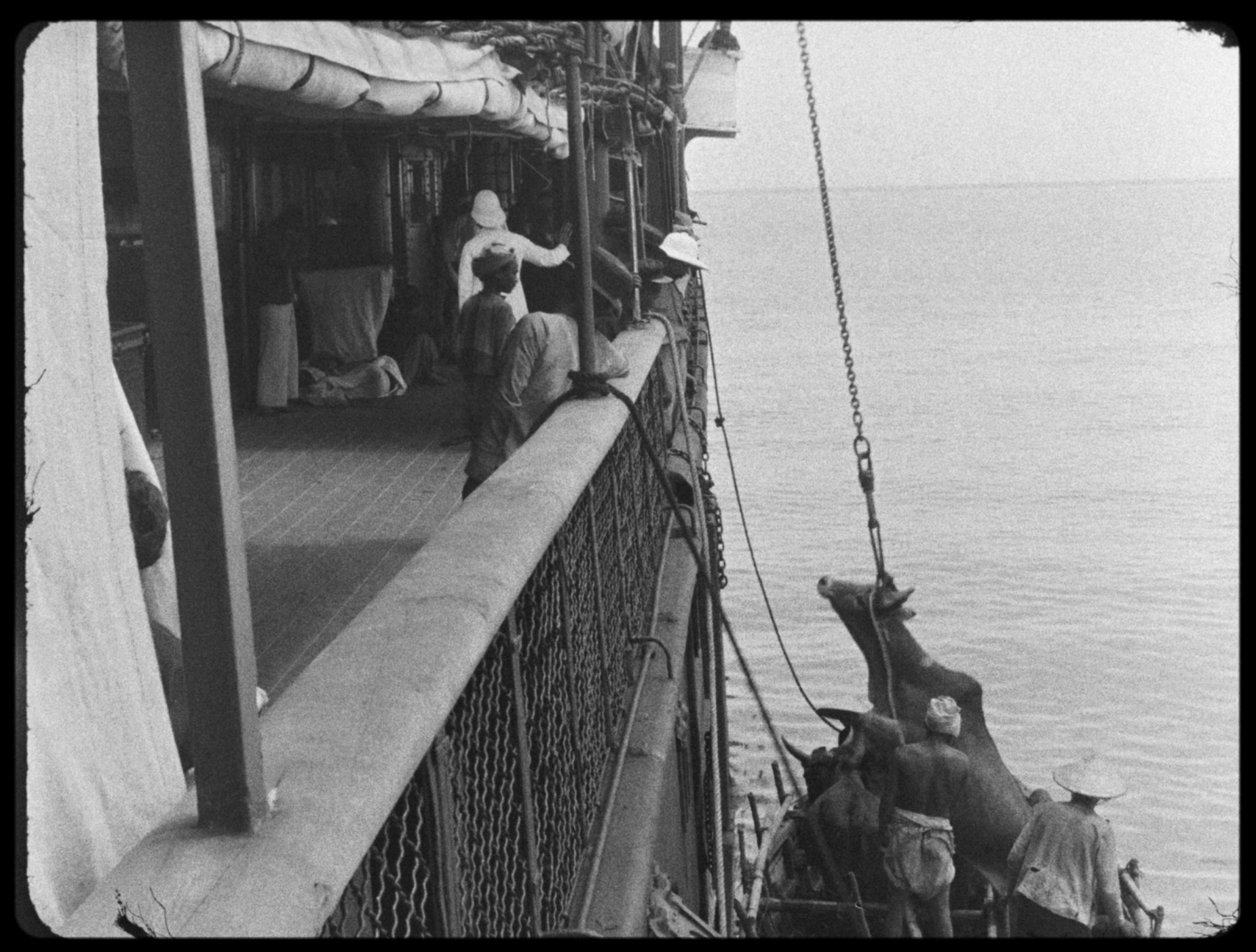
Embarquement d'un bœuf, vue filmée lors du voyage en Indochine.

Gabriel Veyre effectue deux grands voyages dans sa fonction d'opérateur Lumière. Il fait alors un premier voyage en Amérique latine, rapportant de nombreuses vues du Mexique, mais aussi de Cuba, de Colombie, du Venezuela et de Panama (1896-1897).
En 1898, il embarque pour un second voyage vers le Canada (où il réalise notamment Danse indienne) puis en Asie, à travers le Japon, la Chine et l'Indochine. Les films et photographies qu'il réalise en Indochine seront présentées à l'Exposition Universelle de Paris de 1900, dans la "grotte khmer" du pavillon indochinois "reconstitué d'après ses photographies".

### Installation au Maroc
Entre 1901 et 1907, il devient le photographe et cinéaste attitré du jeune Sultan du Maroc, Moulay Abd el Aziz. Durant ces années, il réalise ses premières photographies autochromes, il est correspondant pour le journal L'Illustration et il publie un ouvrage intitulé Dans l'intimité du sultan : au Maroc (1905).
Il s'installe ensuite à Casablanca où il diversifie considérablement ses activités en créant une ferme expérimentale à Dar Bouazza dans un domaine offert par le sultan, plusieurs usines et en important les premières voitures du Maroc.
Entre 1934 et 1935, il réalise un reportage photographique autochrome au Maroc, dont résultent plus de 500 autochromes et un documentaire filmé sur pellicule couleur 16mm. Il décède l'année suivante.

### Vie personnelle
En 1901, Gabriel Veyre épouse la sœur d'un autre opérateur Lumière, Constant Girel avec qui il a une fille unique prénommée Berthe.

### Vidéographie
- Rêves de cinéma, rêves de Tokyo, film de Kiju Yoshida, Sépia production, 1997, 52 minutes.